# BreachForums
BreachForums es un foro en línea de lengua inglesa dedicado al hacking malicioso y otras actividades cibercriminales. Surgió como sucesor de RaidForums tras la clausura y confiscación de este último en 2022. Al igual que su predecesor, BreachForums sirve como plataforma para el intercambio de información sobre hacking, filtraciones de datos, pornografía, y otros servicios ilícitos.
El acceso al sitio web de BreachForums fue bloqueado el 21 de marzo de 2023 tras la detención de Conor Brian Fitzpatrick, propietario del foro, quien fue condenado a 20 años de libertad condicional. El acceso al sitio se restableció temporalmente bajo la iniciativa del grupo de hackers ShinyHunters y del previo administrador del foro, conocido como "Baphomet", pero fue clausurado una vez más el 15 de mayo de 2024, y su dominio fue confiscado por varias autoridades estadounidenses, entre ellas el FBI. Los responsables del sitio recuperaron el control del dominio pocas horas después de haber sido confiscado.

## Historia
El foro fue creado en marzo de 2022 por Conor Brian Fitzpatrick, de 19 años de edad, bajo el seudónimo "pompompurin", inspirándose en el personaje homónimo de la empresa japonesa Sanrio. Un año antes, Fitzpatrick se había atribuido la autoría del ataque a los sistemas de correo electrónico del FBI en 2021.

## Controversias
El 10 de diciembre de 2022, un usuario del foro con el alias "USDoD" anunció la venta de una base de datos que contenía información de más de 80 000 miembros de InfraGard, una organización sin fines de lucro asociada al FBI. El individuo afirmó haber obtenido acceso mediante técnicas de ingeniería social, haciéndose pasar por el director ejecutivo de una entidad financiera estadounidense no identificada.
El 9 de marzo de 2023, otro usuario, conocido como "Denfur", publicó 200 registros procedentes de una filtración de DC Health Link, un portal de seguros médicos en Washington D. C., indicando que más adelante revelaría más información. La autoridad competente de Washington declaró que el incidente había afectado a más de 56 000 clientes, a pesar de que en el foro varias publicaciones originales relacionadas con la filtración aseguraban disponer de datos de más de 170 000 usuarios.

## Detención y cierres
El 15 de marzo de 2023, Fitzpatrick fue arrestado en Peekskill, Nueva York, acusado de conspirar en el acceso fraudulento a dispositivos informáticos. Tras su arresto, otro administrador del foro, conocido como "Baphomet", asumió el control de la plataforma y su infraestructura. Sin embargo, ante la sospecha de que el sitio había sido comprometido, Baphomet decidió cerrarlo el 21 de marzo de 2023. Posteriormente, Baphomet reabrió el foro en colaboración con el grupo de hackers ShinyHunters.[cita requerida]
Aproximadamente un mes después de su detención, Fitzpatrick intentó suicidarse en su hogar mientras se encontraba en libertad bajo fianza. Más tarde se declaró culpable de haber conspirado y llevado a cabo accesos fraudulentos a dispositivos informáticos, y de posesión de pornografía infantil. En enero de 2024, Fitzpatrick volvió a ser detenido por violar las condiciones de su libertad condicional al utilizar una VPN. Su sentencia fue de 20 años en libertad condicional, a pesar de los pedidos de la fiscalía federal para sentenciarlo a 15,7 años de prisión.

### Confiscación de dominios

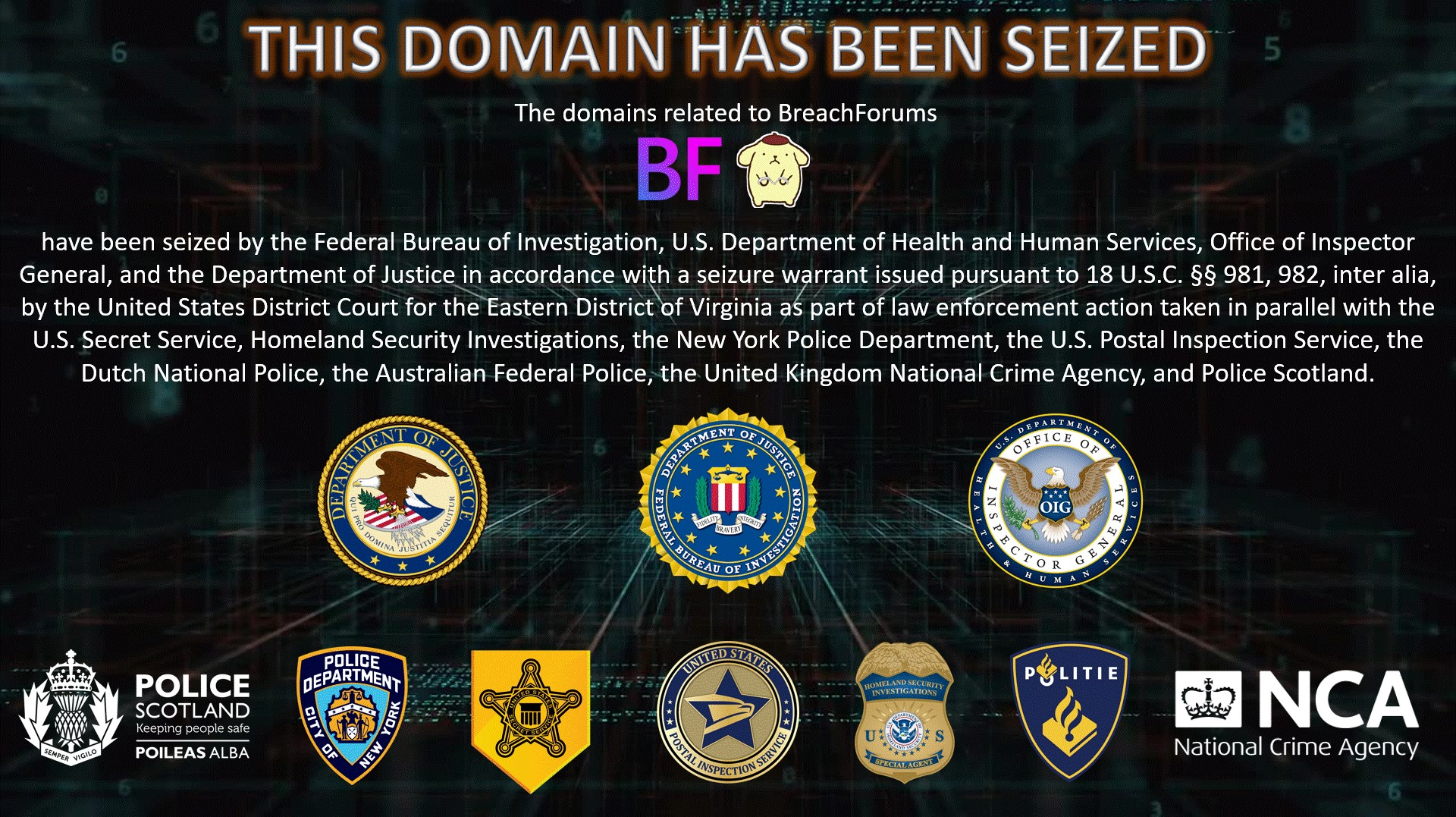
Aviso del FBI del 23 de junio de 2023

El 23 de junio de 2023, tres meses después de su cierre, los dominios de BreachForums no pertenecientes a la deep web fueron confiscados por el FBI, el Departamento de Salud y Servicios Humanos, la Oficina del Inspector General y el Departamento de Justicia de los Estados Unidos, en cumplimiento de una orden judicial emitida por el Tribunal del Distrito Este de Virginia.

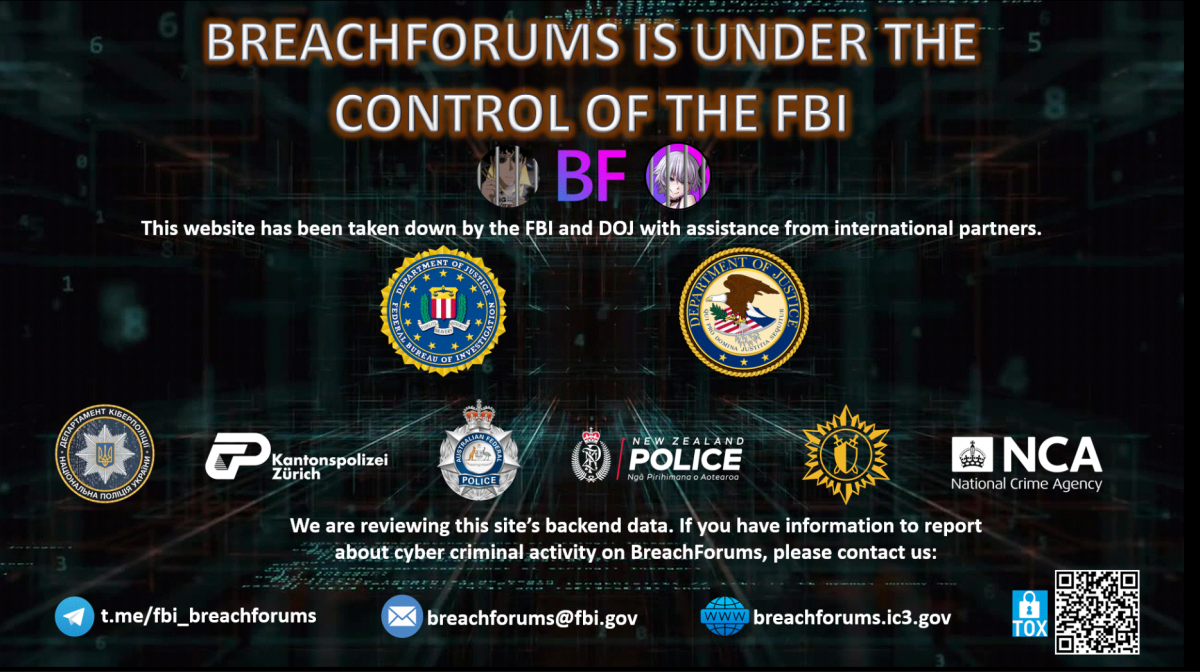
Nuevo aviso del FBI puesto el 15 de mayo de 2024

El 15 de mayo de 2024, el FBI intervino la versión más reciente del sitio de BreachForums, incluyendo su versión en la red Tor y su correspondiente canal de Telegram. Esta acción se produjo tras una importante filtración de datos que afectó al portal web de Europol. El foro mostró brevemente un aviso de confiscación del FBI, destacando la colaboración de este último con otras agencias internacionales. El 16 de mayo, los responsables del foro recuperaron el control del dominio, el cual ahora redirige a una nueva sala de chat en Telegram. Un análisis en progreso de los datos internos del foro llevado a cabo por el FBI podría llevar a la identificación de más miembros y al avance de las investigaciones. El administrador del foro, Baphomet, fue detenido según lo indicó el grupo ShinyHunters. El sitio entró en operación nuevamente el 29 de mayo de 2024.